# Bruce Haack
Bruce Clinton Haack , né le 4 mai 1931 en Alberta au Canada, et mort le 26 septembre 1988, est un musicien et compositeur canadien dans le domaine de la musique électronique.

## Biographie

### De l'Alberta à New York (1931-1963)
Bruce Haack naît le 4 mai 1931.
Faisant preuve d'une aptitude précoce pour la musique, il aurait commencé à jouer des mélodies sur le piano familial à l'âge de quatre ans, puis à donner des leçons de piano à d'autres personnes à l'âge de 12 ans.
Pendant ses études à l'université de l'Alberta, à Edmonton, au Canada, Haack commence à se produire dans des salles locales avec un groupe local alors très populaire, The Swing Tones. Bien que le groupe joue principalement de la musique moderne et ancienne, il interprète également de la musique folklorique ukrainienne, ce qui initie Haack aux motifs et thèmes musicaux de l'Est. Cette découverte aura une influence considérable sur l'œuvre de Haack plus tard dans sa vie. Avant de quitter l'Alberta pour s'installer à New York, Haack constitue une vaste collection de disques de musique provenant de nombreuses régions du monde. Plus tard, on dit que la peinture de St. Basil réalisée par Haack rappelle ses premières années avec les Swing Tones à Edmonton.
À cette époque, on se souvient de Bruce Haack comme d'une capacité surprenante à entendre de la musique et à la reproduire immédiatement de mémoire, et il composait souvent des riffs novateurs en improvisant.
Haack a également été invité par les peuples autochtones du Canada à participer à leurs pow-wows et à expérimenter le peyotl, ce qui a influencé sa musique pendant des années. Son éducation dans la ville isolée de Rocky Mountain House, dans l'Alberta, au Canada, lui a laissé beaucoup de temps pour développer ses talents musicaux.
À la recherche d'une formation formelle pour affiner ses capacités, Haack s'inscrit au programme de musique de l'Université de l'Alberta. Bien que cette école le rejette en raison de ses faibles compétences en notation, à l'université d'Edmonton, il écrit et enregistre de la musique pour les productions théâtrales du campus, anime une émission de radio et joue dans un groupe. Il y obtient un diplôme de psychologie, dont l'influence se fera sentir plus tard dans des chansons qui traitent du langage corporel et de la façon dont les enfants absorbent l'information, à la manière d'un ordinateur.
La Juilliard School de New York offre à Haack la possibilité d'étudier avec le compositeur Vincent Persichetti ; grâce à une bourse du gouvernement canadien, il se rend à New York après avoir obtenu son diplôme à Edmonton en 1954. À Juilliard, Haack rencontre un étudiant qui partage ses idées, Ted "Praxiteles" Pandel, avec qui il se lie d'amitié pour la vie. Cependant, ses études se révèlent moins sympathiques et il abandonne Juilliard huit mois plus tard, rejetant l'approche restrictive de l'école.
Pendant le reste de sa carrière, Haack rejette toute forme de restriction, écrivant souvent plusieurs types de musique à la fois. Il passe le reste des années 1950 à composer des musiques de danse et de théâtre, ainsi qu'à écrire des chansons pop pour des maisons de disques comme Dot Records et Coral Records. Les premières partitions de Haack, comme Les Etapes de 1955, suggèrent les thèmes futuristes et les techniques expérimentales qu'il développera dans ses œuvres ultérieures. Commandé à l'origine pour un ballet belge, Les Etapes mélange des échantillons de bande, de l'électronique, du soprano et du violon ; l'année suivante, il termine une pièce de musique concrète intitulée "Lullaby for a Cat".
Au début des années 1960, l'intérêt du public pour la musique électronique et les synthétiseurs s'accroît, de même que la notoriété de Haack. Parallèlement à ses activités d'auteur-compositeur, Haack apparaît dans des émissions télévisées telles que I've Got a Secret et The Tonight Show starring Johnny Carson, généralement accompagné de Pandel. Le duo joue souvent du Dermatron, un synthétiseur sensible au toucher et à la chaleur, sur le front des invités. Lors de l'émission I've Got a Secret, en 1966, ils jouent le rôle de 12 jeunes femmes "chromatiquement pitchées".
Parallèlement, Haack écrit également des compositions sérieuses, telles que "Mass for Solo Piano" (1962), que Pandel interprète au Carnegie Hall, et une chanson pour le 50e anniversaire de Rocky Mountain House. L'une de ses pièces les plus futuristes, "Garden of Delights" (1963), mêle chants grégoriens et musique électronique. Cette œuvre n'a jamais été diffusée ni publiée dans son intégralité.

### De la musique pour enfants au Electric Lucifer (1963-1976)
Haack a trouvé un autre débouché pour sa créativité en accompagnant Esther Nelson, professeur de danse pour enfants. Peut-être inspiré par sa propre enfance solitaire, il collabore avec Nelson à la création de musique pour enfants, éducative et ouverte d'esprit. Avec Pandel, ils ont créé leur propre label, Dimension 5 Records, sur lequel ils ont publié Dance, Sing, and Listen en 1962. Deux autres disques ont suivi dans la série, Dance, Sing, and Listen Again (1963) et Dance, Sing, and Listen Again & Again (1965). Ces disques comprennent des chansons d'activités et d'histoires typiques de celles que l'on trouve sur d'autres disques pour enfants à l'époque. La musique oscille librement entre country, médiéval, classique et pop, et mélange des instruments tels que le piano, les synthétiseurs et le banjo. Les paroles traitent de l'histoire de la musique ou donnent des instructions telles que "Quand la musique s'arrête, sois le son que tu entends", ce qui donne lieu à un collage souvent surréaliste de sons et d'idées.
Les instruments et les techniques d'enregistrement qu'il a mis au point pour la série Dance, Sing, and Listen ont permis d'accentuer l'aspect surnaturel de la musique de Haack. Bien qu'il n'ait reçu qu'une formation limitée en électronique, il a fabriqué des synthétiseurs et des modulateurs à partir de tous les gadgets et pièces excédentaires qu'il pouvait trouver, y compris des pédales d'effets de guitare et des radios à transistors fonctionnant sur piles. Délaissant les schémas et les plans, Haack a improvisé, créant des instruments capables de polyphonie à 12 voix et de composition aléatoire. À l'aide de ces systèmes de synthétiseurs modulaires, il a ensuite enregistré avec deux platines deux pistes, ajoutant un écho de bande mélancolique à ses pièces déjà caractéristiques.
À mesure que les années 1960 progressent et que le climat musical devient plus réceptif à ce type d'innovation fantaisiste, Chris Kachulis, ami, collaborateur et directeur commercial de Haack, trouve des applications grand public pour sa musique. Il a notamment composé des publicités pour des clients tels que Parker Brothers Games, Goodyear Tires, Kraft Cheese et Lincoln Life Insurance ; ce faisant, Haack a remporté deux prix pour son travail. Il a également continué à promouvoir la musique électronique à la télévision, en faisant la démonstration de son appareil fait maison dans une valise dans l'émission Mister Rogers' Neighborhood en 1968, où il a samplé une chanson des Rolling Stones intitulée "Citadel". La même année, il publie The Way-Out Record for Children.
Kachulis rendit un autre service important à son ami en initiant Haack au rock psychédélique. La nature expansive de l'acid rock correspondait parfaitement au style de Haack et, en 1969, il a publié sa première œuvre influencée par le rock, The Electric Lucifer. The Electric Lucifer est un album conceptuel sur la Terre prise au milieu d'une guerre entre le ciel et l'enfer. Il se caractérise par un son lourd et entraînant, complété par un synthétiseur Moog, le chant de Kachulis et l'électronique maison de Haack, notamment un prototype de vocodeur et des paroles uniques, qui traitent du "powerlove" - une force si forte et si bonne qu'elle sauvera non seulement l'humanité, mais aussi Lucifer lui-même. Kachulis a une fois de plus apporté son aide en attirant l'attention de Columbia Records sur Haack et Lucifer, qui a sorti l'album en tant que premier grand label de Haack.
Au début des années 1970, les horizons musicaux de Haack continuent de s'élargir. Après la sortie de The Electric Lucifer, il poursuit l'approche musicale influencée par le rock de Lucifer avec Together (1971), un album de pop électronique qui marque son retour à Dimension 5. Peut-être pour tenter de différencier cette œuvre de la musique de ses enfants, il la publie sous le nom de Jackpine Savage, la seule fois où il utilise ce pseudonyme.
Haack a également continué à produire des albums pour enfants, notamment Dance to the Music en 1972, Captain Entropy en 1974 et This Old Man en 1975, qui proposaient des versions de science-fiction de comptines et de chansons traditionnelles. Après avoir déménagé à West Chester, en Pennsylvanie, pour passer plus de temps avec Pandel, Haack s'est concentré presque exclusivement sur la musique pour enfants, écrivant des musiques pour Scholastic Corporation telles que "The Witches' Vacation" et "Clifford the Small Red Puppy". Il a également publié Funky Doodle et Ebenezer Electric (une version électronique de A Christmas Carol de Charles Dickens) en 1976, mais à la fin des années 1970, sa production prolifique s'est ralentie. Deux œuvres, Haackula en 1978 et Electric Lucifer Book II l'année suivante, n'ont jamais été publiées.

### De Party Machine à la mort (1977-1988)
Haackula, l'album le plus sombre de Haack, s'inscrit dans un territoire à la fois sombre et ludique. Il semble avoir inspiré la dernière œuvre marquante de Haack, Bite (1981). Les deux albums ont en commun plusieurs titres de chansons et des paroles d'un ton différent du style habituellement idéaliste de Haack. Bien que Bite soit plus dur que ses autres œuvres, on y retrouve sa touche innovante et éducative : Une grande partie des notes de pochette est consacrée à l'apprentissage de l'électronique et des synthétiseurs, et Haack s'adjoint un nouveau collaborateur pour cet album, le jeune chanteur Ed Harvey, âgé de 13 ans.
La santé défaillante de Haack a ralenti la production musicale de Dimension 5 au début des années 1980, mais Nelson et Pandel ont maintenu le label en vie en publiant des livres de chansons, comme Fun to Sing et The World's Best Funny Songs, et ont réédité certains anciens albums sous forme de cassettes, qui sont toujours disponibles aujourd'hui. En 1982, Haack a enregistré son chant du cygne, une collaboration proto hip-hop avec Russell Simmons de Def Jam, intitulée "Party Machine". Haack est décédé en 1988 d'une insuffisance cardiaque, mais son label et son engagement à produire de la musique créative pour enfants ont survécu. Alors que les dernières productions musicales de Dimension 5 - principalement des albums à chanter avec Nelson - n'ont peut-être pas l'étincelle iconoclaste des premiers disques, le travail continu de Nelson et Pandel révèle la profondeur de leur amitié avec Haack, un musicien électronique distinctif et pionnier.

## Inventions musicales
Il fabrique lui-même des gadgets musicaux analogiques.
- Milieu des années 1950 : Peopleodian - un synthétiseur analogique fonctionnant avec une pile de 9 volts et utilisé pour jouer des tons et des hauteurs sur des personnes. Différentes versions de l'appareil comprenaient le "M" et le Dermatron.
- Milieu des années 1960 : Mr C - un synthétiseur analogique ayant la forme d'un robot et programmé pour jouer de la musique en direct.
- 1967 : The Musical Computer - un synthétiseur numérique/analogique et un échantillonneur numérique fabriqués à la maison et enfermés dans une valise, utilisant des capteurs et le toucher de la peau pour déclencher des lumières et des sons, nommé par Fred Rogers.
- 1968 : Farad - un vocodeur commandé par le mouvement, nommé d'après Michael Faraday

## Documentaires
Haack : The King of Techno est un documentaire sur Bruce Haack réalisé par Philip Anagnos. Il est sorti en 2004 au festival du film Slamdance, distribué par Koch Vision et diffusé sur DOC : The Documentary Channel, Sky Italia et Sveriges Television. Il comprend des interviews de certains associés et collaborateurs de Haack tels que Ted "Praxiteles" Pandel, Esther Nelson et Chris Kachulis, ainsi que d'artistes contemporains tels que Eels, Mouse On Mars, Money Mark et Peanut Butter Wolf. En outre, le film comprend des images d'archives des apparitions de Haack dans divers talk-shows et dans l'émission Mister Rogers' Neighborhood. En 2013, le documentaire a été réédité par Bleep.com, une division de Warp Records.

## Albums hommage
En 2005, un album hommage a été publié sous le titre Dimension Mix. Hommage à Dimension 5 Records, avec des reprises de chansons de Bruce Haack par Beck, Stereolab et d'autres, le projet a été produit par un ami de longue date et collaborateur de Beck, Ross Harris, dont l'enfant autiste, et filleul de Beck, a inspiré l'album.

## Discographie

### Albums
| Année | Album                                                 | UK | US | Informations additionnelles                                                                 |
| ----- | ----------------------------------------------------- | -- | -- | ------------------------------------------------------------------------------------------- |
| 1963  | Dance Sing and Listen                                 | -  | -  |                                                                                             |
| 1964  | Dance Sing and Listen Again                           | -  | -  |                                                                                             |
| 1965  | Dance Sing and Listen Again and Again                 | -  | -  |                                                                                             |
| 1968  | The Way Out Record for Children                       | -  | -  | Considéré par Nick DiFonzo comme ayant l'une des pires pochettes d'album de tous les temps. |
| 1969  | Electronic Record for Children                        | -  | -  |                                                                                             |
| 1970  | The Electric Lucifer                                  | -  | -  |                                                                                             |
| 1971  | Together                                              | -  | -  | as Jackpine Savage                                                                          |
| 1972  | Dance to the Music                                    | -  | -  |                                                                                             |
| 1973  | Captain Entropy                                       | -  | -  |                                                                                             |
| 1974  | This Old Man                                          | -  | -  |                                                                                             |
| 1975  | Funky Doodle                                          | -  | -  |                                                                                             |
| 1976  | Ebenezer Electric                                     | -  | -  |                                                                                             |
| 1978  | Haackula                                              | -  | -  | Non sorti en raison du contenu                                                              |
| 1979  | Electric Lucifer Book II                              | -  | -  | Sorti en 2001                                                                               |
| 1981  | Bite                                                  | -  | -  | Reversioning of Haackula                                                                    |
| 1981  | Zoot Zoot Zoot Here Comes Santa In His New Space Suit | -  | -  | Commissioned work w/ Tiny Tim                                                               |

### Simples
- 1955: "Les Etapes"
- 1956: "Lullaby for a Cat"
- 1979: "Icarus"
- 1983: "Party Machine" - collaboration w/ Russell Simmons

### Compilations
- 1998: Hush Little Robot - QDK Media
- 1999: Listen Compute Rock Home - Emperor Norton Records
- 2002: Electronic 01 - Mean Old Devil - Mute Records
- 2007: Badd Santa - I Like Christmas - Stones Throw Records
- 2010: Farad: The Electric Voice - Stones Throw Records
- 2011: Bruce Haack Remixed - Stones Throw Records

### Covers
- 2005: Dimension Mix: A Tribute to Dimension 5 Records - Eenie Meenie Records

### Samples
- 1968: Bruce samples and loops the Rolling Stones' "Citadel" on a homemade instrument on Mister Rogers' Neighborhood
- 2006: Cut Chemist samples Bruce Haack's "School For Robots" on (My 1st) Big Break

### Film et télévision
- 1958: I've Got a Secret
- 1965: The Mike Douglas Show
- 1965: The Tonight Show
- 1968: Mister Rogers' Neighborhood[6],[7]

### Music videos
- 2005: "Funky Lil Song" - Beck, Dir. Joel Fox/Ross Harris, Eenie Meenie Records
- 2005: "Rain of Earth" - Stones Throw Singers, Dir. Joel Fox/Ross Harris, Eenie Meenie Records
- 2011: "Party Machine" - Prince Language Afterparty Edit, Dir. Philip Anagnos, Stones Throw Records